# John de Bermingham
John de Bermingham, 1.er Conde de Louth fue un noble irlandés. Fue comandante  del ejército Angloirlandés en la Batalla de Faughart, batalla decisiva en las guerras Bruce de Irlanda. En esta batalla, Edward Bruce fue asesinado, y Bermingham cortó su cabeza y la llevó a Inglaterra para ser mostrada a Eduardo II. Fue brevemente Virrey de Irlanda en 1321.
Bermingham se casó con una hija de Richard Óg de Burgh, II conde del Úlster, con la que tuvo un hijo y cuatro hijas.
Fue asesinado en la masacre de Braganstown de 1329, junto con sesenta miembros de su familia y hacienda, tras lo que su título se extinguió. En 1749 el condado fue creado otra vez para un descendiente colateral, Thomas Bermingham, Conde de Louth, pero se extinguió nuevamente a la muerte de este en 1799.